# Bryoptera canitiata
Bryoptera canitiata là một loài bướm đêm trong họ Geometridae.